# غدر وعذاب (فلم)
غدر وعذاب فيلم مصري تم إنتاجه عام 1947، من تأليف حسين صدقي ومحمود السباع إخراج حسين صدقي وبطولة حسين صدقي ونور الهدى.

## فريق العمل
إخراج: حسين صدقي
تأليف:
- حسين صدقي
- محمود السباع

إنتاج: أفلام مصر الحديثة (حسين صدقي)
طاقم العمل:
- حسين صدقي
- نور الهدى
- علوية جميل
- عبد العزيز أحمد
- هاجر حمدي
- محمود السباع
- أمينة شريف
- فاخر فاخر

## روابط خارجية
- مقالات تستعمل روابط فنية بلا صلة مع ويكي بيانات